# Velez Zoltán
Velez Zoltán (Mór, 1952. február 6. –) magyar agrármérnök.

## Életrajza
Középiskolai tanulmányait a Móri Gimnáziumban végezte el, innen a Gödöllői Agrártudományi Egyetemen tanult tovább Mezőgazdaságtudományi Karon, ahol agrármérnöki oklevelet szerzett 1976-ban, majd posztgraduális képzések keretein belül többek között vállalatgazdasági szakmérnöki és mérlegképes könyvelői képesítést is szerzett. PhD-ját Moszkvában szerezte (GAU), melyet a Szent István Egyetemen honosított. Széchenyi István Egyetem Mezőgazdasági és Élelmiszertudományi Kar címzetes egyetemi docense.

### Karrierje
Karrierjét a Bodakajtori Állami Gazdaságban kezdte gyakornokként, majd a Mezőfalvai Mezőgazdasági Kombinát Ágazatvezetője lett. Ezután a Pélpusztai Állami Gazdaság termelési igazgatóhelyettese, majd a Sárszentmihályi Állami Gazdaság Igazgatója 1983-ban, az ország legfiatalabb vállalat vezetőjeként. A KSZE Szekszárd igazgatósági tagja 1987–1995 között, a Nádex Kft. elnöke 1984–1988 között. Később a VNOB Rt. Vezérigazgatója, a rendszerváltás után pedig a családi vállalkozás tanácsadója, és az ÁPV Rt. Felügyelőbizottsági és Igazgatósági tagja volt 1995–2007 között. A Büntetés-végrehajtás Országos Parancsnokságának Állampuszta Kft, valamint a Baracskai Kft. felügyelőbizottsági tagja 1997–2010 között. A Bábolna Rt. Elnöke 2002–2005 között. A Graboplast Rt. felügyelőbizottsági tagja volt 1997–2013 között. A Hungarocontrol igazgatósági tagja 2007–2010 között. A Szent István Egyetem Gazdasági Tanácsának Elnöke volt 2007-2011 között. Medgyessy Péter miniszterelnöki főtanácsadója volt. 2007 után magánvállalkozásival valamint a hobbijaival foglalkozik.

## Magánélete
Nős, felesége Huszár Borbála. Két fia van, Velez Árpád vállalkozó és Velez Csaba pszichológus.